# برافدا

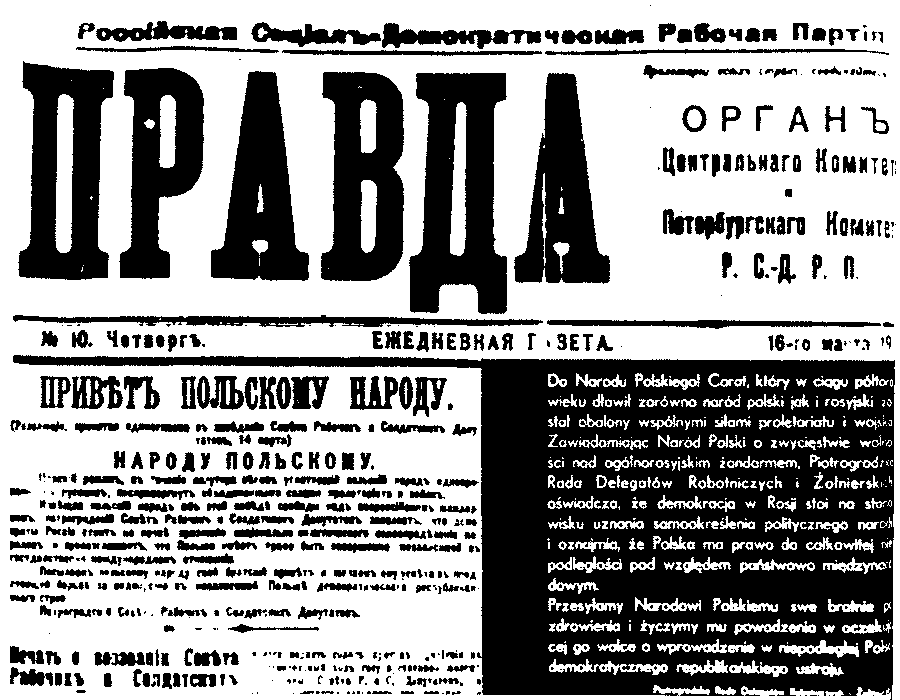
صورة لصحيفة برافدا، العدد الصادر في 16 مارس 1917.

برافدا (بالروسية: Правда) وتعني الحقيقة، هي صحيفة روسية كانت من أكبر صحف العالم توزيعاً خلال الفترة السوفييتية. أسست جريدة البرافدا في عام 1912 في سانت بطرسبرغ، وكان لينين أحد المساهمين المؤسسين لها. أصبحت البرافدا من أهم المصادر للتصريحات الرسمية للحزب الشيوعي في الاتحاد السوفييتي سابقاً. وبعد سقوط الاتحاد السوفييتي عام 1991 صدر مرسوم رئاسي من الرئيس بوريس يلتسن آنذاك يقضي بإيقاف صدور البرافدا باعتبارها صحيفة شيوعية من الحقبة السوفييتية الماضية، غير أن بعض العاملين القدماء فيها أعاد إصدارها بالاسم نفسه ولكن بصيغة مختلفة عما كانت عليه. تُعدّ البرافدا اليوم صحيفة روسية شعبية الطراز والاهتمام.

## وصلات خارجية
- صحيفة برافدا